# Паласиос, Себастьян
Себастьян Альберто Паласиос (исп. Sebastián Alberto Palacios; род. 20 января 1992[…], Хуан-Баутиста-Альберди, Тукуман) — аргентинский футболист, вингер клуба «Тальерес».

## Клубная карьера
Паласиос — воспитанник клуба «Бока Хуниорс». В 2013 году в матче против «Унион Санта-Фе» он дебютировал в аргентинской Примере. Летом того же года Паласиос на правах аренды перешёл в «Унион Санта-Фе». 10 августа в матче против «Атлетико Сармьенто» он дебютировал в Примера B Насьональ. 14 сентября в поединке против «Спортиво Бельграно» Себастьян забил свой первый гол за «Унион Санта-Фе».
Летом 2014 года Паласиос на правах аренды перешёл в «Арсенал» из Саранди. 11 августа в матче против «Эстудиантес» он дебютировал за новую команду. 2 сентября в поединке против «Банфилда» Себастьян забил свой первый гол за «Арсенал». По окончании аренды игрок вернулся в «Бока Хуниорс». 15 февраля 2015 года в поединке против «Олимпо» Себастьян седлал «дубль», забив свои первые голы за клуб. В составе команды он выиграл чемпионат и завоевал Кубок Аргентины.
Летом 2016 года Паласиос перешёл в «Тальерес». 27 августа в матче против «Расинга» из Авельянеды он дебютировал за новую команду. 15 октября в поединке против «Сан-Мартин Сан-Хуан» Себастьян забил свой первый гол за «Тальерес». В начале 2018 года Паласиос перешёл в мексиканскую «Пачуку», подписав контракт на два года. Сумма трансфера составила 5 млн евро. 7 января в матче против УНАМ Пумас он дебютировал в мексиканской Примере. 25 февраля в поединке против «Леона» Себастьян забил свой первый гол за «Пачуку». В 2017 году игрок на правах аренды вернулся в «Тальерес».
Летом 2019 года Паласиос подписал контракт с «Индепендьенте». 28 июля в матче против «Дефенса и Хустисия» он дебютировал за новую команду. В этом же поединке Себастьян забил свой первый гол за «Индепендьенте». В начале 2020 года Паласиос был арендован клубом «Ньюэллс Олд Бойз». 4 февраля в матче против «Сан-Лоренсо» он дебютировал за новую команду. 16 февраля в поединке против «Лануса» Себастьян забил свой первый гол за «Ньюэллс Олд Бойз». По окончании аренды игрок вернулся в Индепендьенте.
Летом 2021 года Паласиос перешёл в греческий «Панатинаикос», подписав контракт на 3 года. Сумма трансфера составила 1,5 млн евро. В матче против «Аполлон Смирнис» он дебютировал в греческой Суперлиге. 16 октября в поединке против «Ионикоса» Себастьян забил свой первый гол за «Панатинаикос». 30 ноября 2023 года в матче Лиги Европы против испанского «Вильярреала» он забил гол. В составе клуба он дважды завоевал Кубок Греции. Летом 2024 года Паласиос вновь вернулся в «Тальерес».

## Достижения
Клубные
 «Бока Хуниорс»
- Победитель аргентинской Примеры (1) — 2015
- Обладатель Кубка Аргентины (1) — 2014/2015

 «Панатинаикос»
- Обладатель Кубка Греции (2) — 2021/2022, 2023/2024